# 小行星4717
小行星4717（英語：4717 Kaneko）是一颗围绕太阳公转的小行星。1989年11月20日，水野義兼、古田俊正在可儿市发现了此天体。
这颗小行星的绝对星等为243.4827666336342等。